# Rachel Zolf
Rachel Zolf, née en 1968 à Toronto, dans la province canadienne de l'Ontario, connue également sous le nom de plume de Syd Zolf est une poète, chroniqueuse, critique littéraire, directrice de publication et universitaire canadienne anglophone. Elle enseigne à l'université de Pennsylvanie et est engagée dans la cause des lesbiennes et du mouvement LGBT.

## Biographie
L'œuvre de Rachel Zolf a pour thématiques les interactions entre l'environnement géopolitique, l'histoire et la mémoire et les conséquences sur la construction de la subjectivité et sur les limites des liens entre la langue, l'expression et le sens,.
Rachel Zolf est influencée par M. NourbeSe Philip (en), Edmond Jabès, Kathy Acker, Paul Celan, Jacques Derrida, Gil Scott, Akilah Oliver, Juliana Spahr, Bhanu Kapil, Walter Benjamin, Judith Butler. Elle revendique sa double appartenance en tant que juive et lesbienne.
Avec Amy Hiller,, elle anime le projet d'écriture des LGBT à la  Kelly Writers House (en) de l'université de Pennsylvanie,.

### Formation universitaire
- Master of Fine Arts à la New School[14],[15]
- Doctorat de philosophie à l'European Graduate School sous la direction de Judith Butler[15]

### Carrière universitaire
- Professeur à l'Université de Calgary dans la province de l’Alberta[16]
- Professeur à l'Université de Pennsylvanie[2]

### Archives
Les archives de Rachel Zolf sont déposées et consultables à la bibliothèque de l'université York de Toronto, d'autres archives sonores et audio-visuelles de Rachel Zolf sont consultables sur site PennSound de l'université de Pennsylvanie.

## Œuvres
- Her Absence This Wanderer, Ottawa, Ontario, Canada, Buschekbooks, 1999, 71 p. (ISBN 978-0-9699904-8-2, OCLC 45621106),
- Human Resources : A Book of Poetry, Coach House Books, Toronto, Ontario, 2003 (1re éd. 2007, 2009, 2010, 2011), 256 p. (ISBN 978-1-55245-182-3, OCLC 82772092, lire en ligne),
- Masque, Toronto, Ontario, Canada, Mercury Press (réimpr. 2004) (1re éd. 2003), 92 p. (ISBN 978-1-55128-103-2, lire en ligne),
- Shoot and Weep, Vancouver, Colombie-Britannique, Nomados, 2008, 35 p. (ISBN 978-0-9781072-8-4, OCLC 232985233),
- Neighbour Procedure, Coach House Books, 2010, 96 p. (ISBN 978-1-55245-229-5, lire en ligne)[19],[20],
- Janey's Arcadia, Toronto, Canada, Coach House Books, 2014, 140 p. (ISBN 978-1-55245-295-0, lire en ligne), 2014[21],
- Heather Milne (dir.), Social Poesis : The Poetry of Rachel Zolf, Waterloo, Ontario, Wilfrid Laurier University Press, 2019, 88 p. (ISBN 978-1-77112-411-9),

## Prix et distinctions
- 2016 : nommée pour le Vine Awards for Canadian Jewish Literature (poésie)[22],[23],
- 2007 : récipiendaire du Prix de poésie Trillium[24].

## Pour approfondir